# Karl af Valois
Karl af Valois (fransk: Charles de Valois) (født 12. marts 1270, død 16. december 1325) var en fransk prins og greve af Valois, Anjou, Maine samt titulær konge af Aragonien. 

## Forældre
Karl af Valois var søn af kong Filip den Dristige af Frankrig og Isabella af Aragonien.

## Familie
I sit første ægteskab med Margrete af Anjou-Sicilien fik Karl af Valois seks børn. Sønnen Filip blev den første franske konge af dynastiet Valois.
I sit andet ægteskab med Katherina de Courtenay, markgrevinde af Namur fik Karl fire børn.
I sit tredje ægteskab med Matilda de Châtillon fik Karl fire børn. En af døtrene blev gift med Karl 4., der var konge af Bøhmen og tysk-romersk kejser.  